# Bougainville
Bougainville (Tok Pisin: Bogenvil) ist eine etwa 8800 km² große Insel im Pazifischen Ozean. Sie gehört geographisch (und mit Zeitzone UTC+11) zum Archipel der Salomonen, politisch bildet sie zusammen mit der 500 km² großen Nachbarinsel Buka und einigen kleineren Inseln die einzige autonome Region von Papua-Neuguinea, die autonome Region Bougainville.
Die Insel wurde nach Louis Antoine de Bougainville benannt. Unter anderem aufgrund der abgelegenen Lage Bougainvilles gegenüber den anderen Provinzen Papua-Neuguineas, vor allem aber vor dem Hintergrund eines gewaltsamen Krieges um die bis dahin weltweit zweitgrößte Kupfer- und Goldmine in Panguna, der zwischen 15.000 und 20.000 Opfer kostete, entwickelten sich starke Unabhängigkeitsbestrebungen. 2005 fanden erste offizielle Wahlen einer autonomen Provinzregierung statt. Der 1997 siegreichen Bougainville Revolutionary Army wurde ein Unabhängigkeits-Referendum zugesagt, das vom 23. November bis zum 7. Dezember 2019 durchgeführt wurde. Dabei sprachen sich 97,7 % der Wähler für eine vollständige Unabhängigkeit aus. Der aktuelle Präsident der Region, Ishmael Toroama, möchte die Unabhängigkeit bis 2027 umsetzen.
In der Provinz Bougainville lebten 249.358 Einwohner im Jahr 2011, was rechnerisch einer Bevölkerungsdichte von knapp 28 Menschen auf den Quadratkilometer entspricht. Dabei ist zu beachten, dass das Inselinnere nahezu unbesiedelt ist. Verwaltungssitz der Provinz ist Buka.

## Geographie

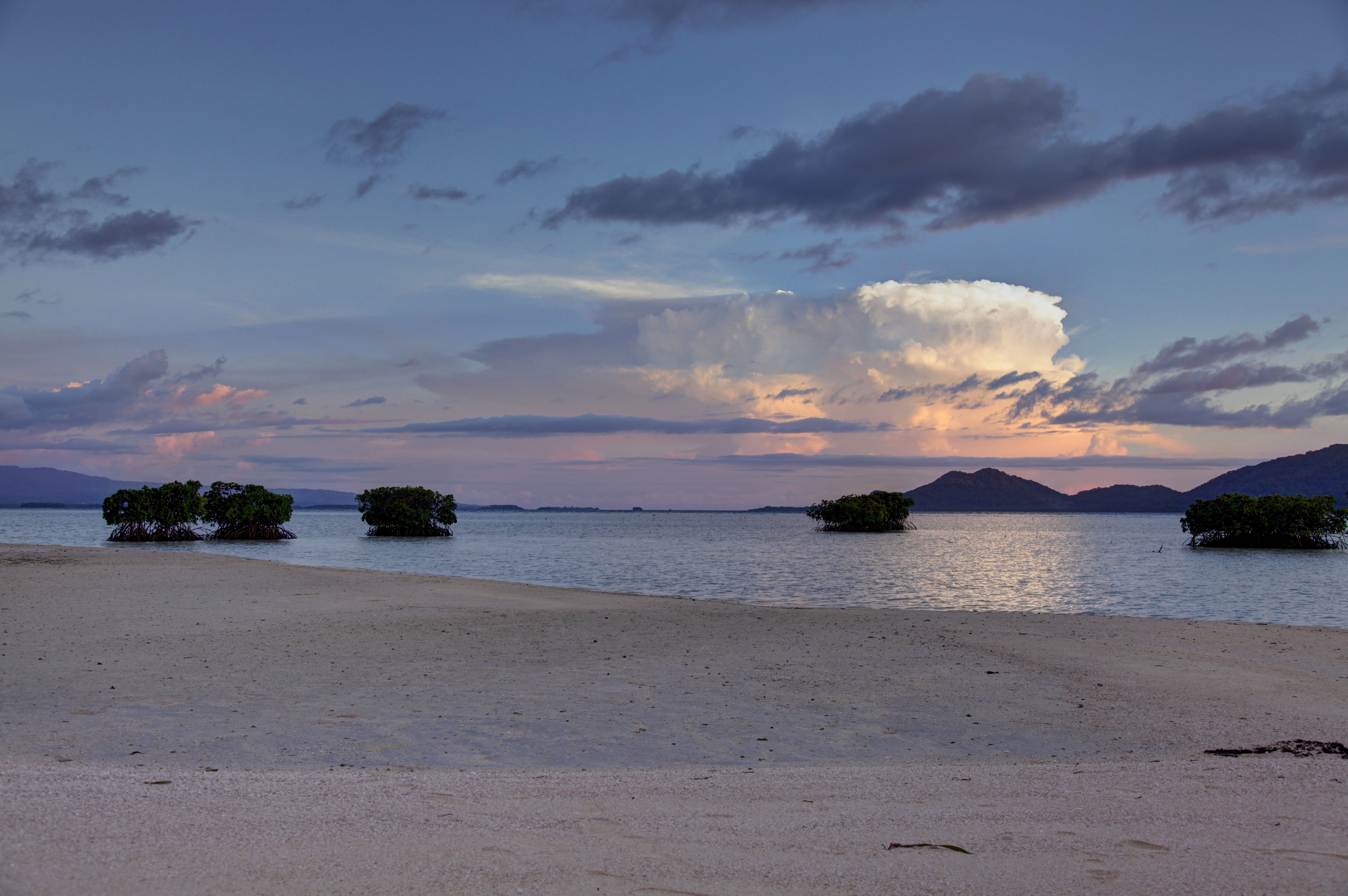
White Island, Bougainville

Geographisch und ethnisch sind Bougainville und Buka die nördlichsten Inseln der Salomonen. Durch einen historischen Zufall wurden sie Teil der deutschen Kolonie Deutsch-Neuguinea und kamen so schließlich zum Staat Papua-Neuguinea. Auf der Westseite der Insel liegt die Salomonensee und das papua-neuguineische Festland, auf der Ostseite der offene Pazifische Ozean. Bougainville ist die östlichste Provinz Papua-Neuguineas und ist von der Hauptinsel durch das Meer und 750 km Luftlinie getrennt – während es zur nächsten Salomonen-Insel nur acht Kilometer sind.

## Bevölkerung
Die Einwohner Bougainvilles sprechen austronesische, Papua- und zu einem sehr geringen Teil polynesische Sprachen, die eine Untergruppe des Austronesischen bilden.
Auffällig ist die besonders dunkle, fast schwarze Hautfarbe vieler Bougainvilleer (englische Bezeichnung „black-skin“ im Vergleich zu „red-skin“ für die anderen Provinzen Papua-Neuguineas). Die verschiedenen Bevölkerungsgruppen sind mit einigen Ausnahmen matrilinear organisiert, das heißt, Grund und Boden werden in weiblicher Linie vererbt.
Etwa 30 der insgesamt 830 Sprachen Papua-Neuguineas kommen aus Bougainville, namentlich (zitiert nach ethnologue) Askopan, Bannoni, Hahon, Hakö, Halia, Koromira, Lantanai, Lawunuia, Naasioi, Nehan, Nukumanu, Nukuria (beide polynesisch), Oune, Papapana, Petats, Ramopa, Rapoisi, Rotokas, Saposa, Sibe, Simeku, Siwai, Solos, Takuu (polynesisch), Teop, Terei, Tinputz, Torau, Uisai (Wisai), Uruava (austronesische Sprache, Südost-Bougainville, ausgestorben).

## Wirtschaft
Bougainville verfügte mit der Pangunamine 1972 bis 1989 über eine der weltgrößten im Tagebau betriebenen Kupfer-Minen, die lange Jahre einen Großteil des Bruttosozialprodukts von Papua-Neuguinea erwirtschaftete. Betrieben wurde der Abbau von der australischen Firma Bougainville Copper (BCL), einem Tochterunternehmen des britisch-australischen Bergbauunternehmens Rio Tinto/CRA, welches das Unternehmen mehrheitlich beherrschte. Der Staat Papua-Neuguinea (PNG) ist an Bougainville Copper zu 19,1 % beteiligt.
Infolge des Bürgerkriegs und der von den Rebellen erzwungenen Stilllegung der Mine gingen die Staatseinnahmen Papua-Neuguineas um 20 % zurück. Einige hoffen auf die mögliche Wiedereröffnung der Panguna-Mine. Anfang März 2006 begannen Verhandlungen zur Wiedereröffnung der Panguna-Mine mit Gesprächen zwischen dem ehemaligen PNG-Minenminister Sam Akoitai und dem Rio Tinto Konzern in London. Einige Vertreter von Landeignern des Pangunagebietes haben sich wiederholt zur Wiederaufnahme des Minenbetriebes bereit erklärt, wenn auch in Verbindung mit der Forderung nach hohen Kompensationszahlungen durch den Minenbetreiber BCL.
Der Ertrag aus den beiden Hauptexportgütern Kakao und Kopra erreichte 2007 wieder den Vor-Bürgerkriegsstand. Großteils von Europäern, Asiaten, Kirchen und Konzernen betriebene kommerzielle Großplantagen, die vor dem Bürgerkrieg für einen erheblichen Anteil der Produktion verantwortlich waren, werden heute von kleineren lokalen Betreibern genutzt. Die Weiterverarbeitung erfolgt durch kleine von AusAid geförderte Kakao-Trockner.

## Geschichte

### Vor-Kolonial-Geschichte
Erste Besiedlungsspuren lassen sich für die Zeit vor 28.000 Jahren nachweisen.

### Kolonialzeit

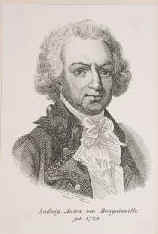
Der Comte de Bougainville

Bougainville wurde 1568 erstmals von einem Europäer betreten, dem spanischen Kapitän Alvaro de Mendaña, der 1594 auf die Salomonen zurückkehrte und dort starb. Fast zweihundert Jahre lang gab es keinen Kontakt mehr mit Europäern, bis der französische Forscher Louis Antoine de Bougainville 1768 die Insel wiederentdeckte. Er war begeistert von der Schönheit der Insel und ihrer Menschen und beschrieb beides eindrucksvoll. Zudem legte er eine Karte der Insel an und benannte sie nach sich selbst.
1886 wurde Bougainville mit weiteren Salomonen-Inseln Teil der deutschen Schutzgebiete in der Südsee. Die übrigen Salomonen-Inseln wurden später in einem Handel an Großbritannien übergeben, Bougainville und Buka blieben jedoch deutsch (siehe Samoa-Vertrag von 1899) und gehörten zu Deutsch-Neuguinea. Auch nach dem Ersten Weltkrieg wurde die Insel 1918 nicht – entgegen dem Wunsch ihrer Häuptlinge – mit den britischen Salomonen wiedervereint, sondern blieb Teil des an Australien übertragenen Völkerbund-Mandatgebiets Territorium Neuguinea.

### Zweiter Weltkrieg

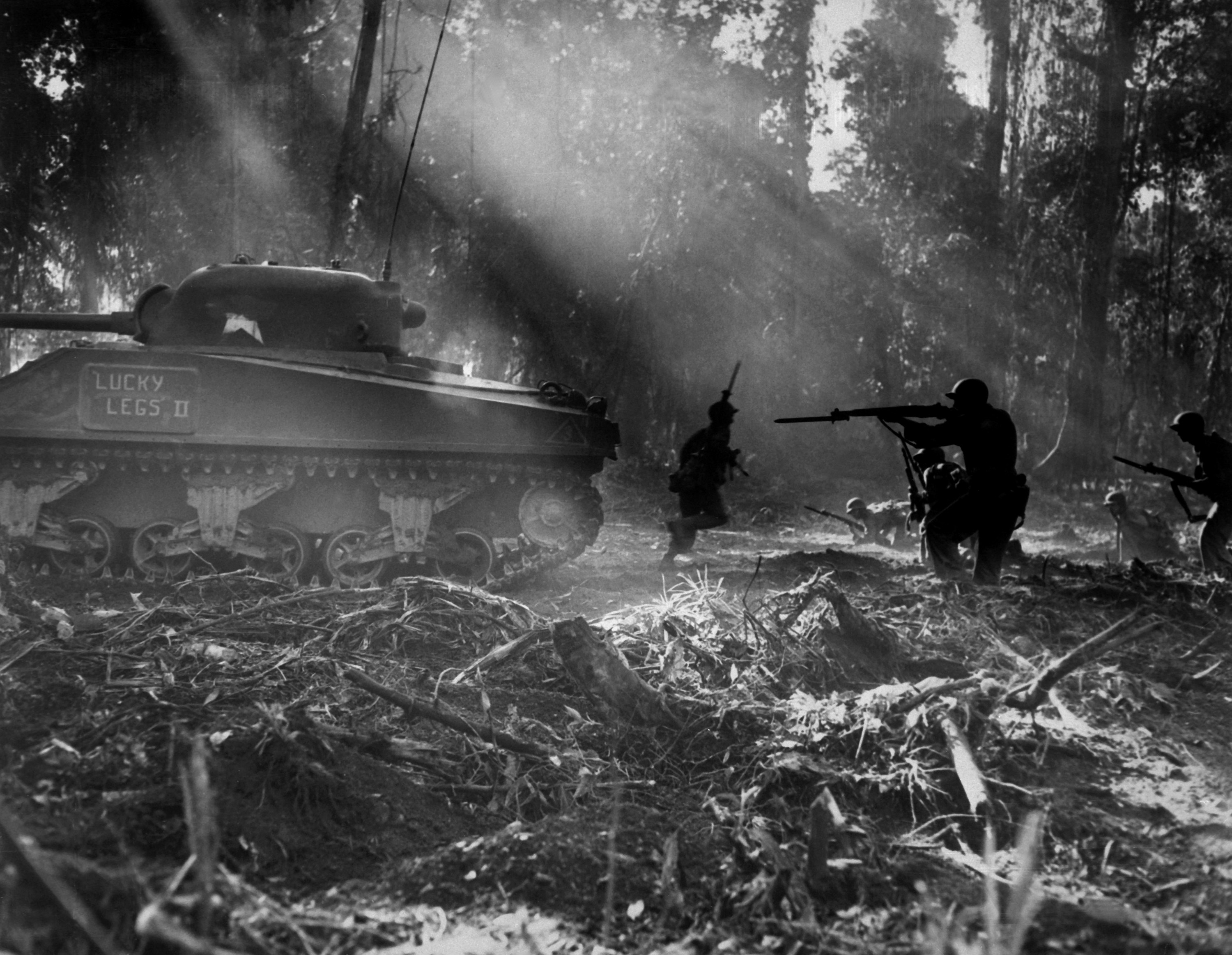
US-Soldaten auf Bougainville im März 1944

Im Zweiten Weltkrieg eroberten im März 1942 japanische Verbände die Insel und bauten einige Flughäfen, die daraufhin von den Streitkräften der Vereinigten Staaten bombardiert wurden. Am 1. November 1943 begannen die Alliierten mit einer Offensive zur Eroberung der Insel, die bis zur Kapitulation der japanischen Truppen am 8. September 1945 andauerte. Ab November 1944 übernahmen australische und neuseeländische Soldaten überwiegend die Offensive. Mindestens 18.500 japanische Soldaten kamen dabei ums Leben. Die alliierten Verluste wurden auf rund 1.100 Soldaten beziffert.

### Die Unabhängigkeit Papua-Neuguineas 1975
Als Papua-Neuguinea 1975 unabhängig wurde, kam es wieder zu zaghaften Sezessionswünschen. In der Tat hatte sich Bougainville unter Alexis Sarei am 6. September 1975 – zehn Tage vor Papua-Neuguinea – als Republik der Nördlichen Salomonen ausgerufen. Premierminister Somare erklärte dies für illegal. Doch erst, als Forderungen von um die Mine herum Land besitzenden Clans nach Entschädigungen für die durch die Mine verursachten Umweltschäden abgelehnt wurden, kam es zu einem ernsthaften Konflikt: Eine Gruppe von Dorfbewohnern um Francis Ona, den Präsidenten der Panguna Land Owners’ Association, legte im November 1988 durch Sabotageakte die Kupfermine still.

### Der Bürgerkrieg (The Crisis)

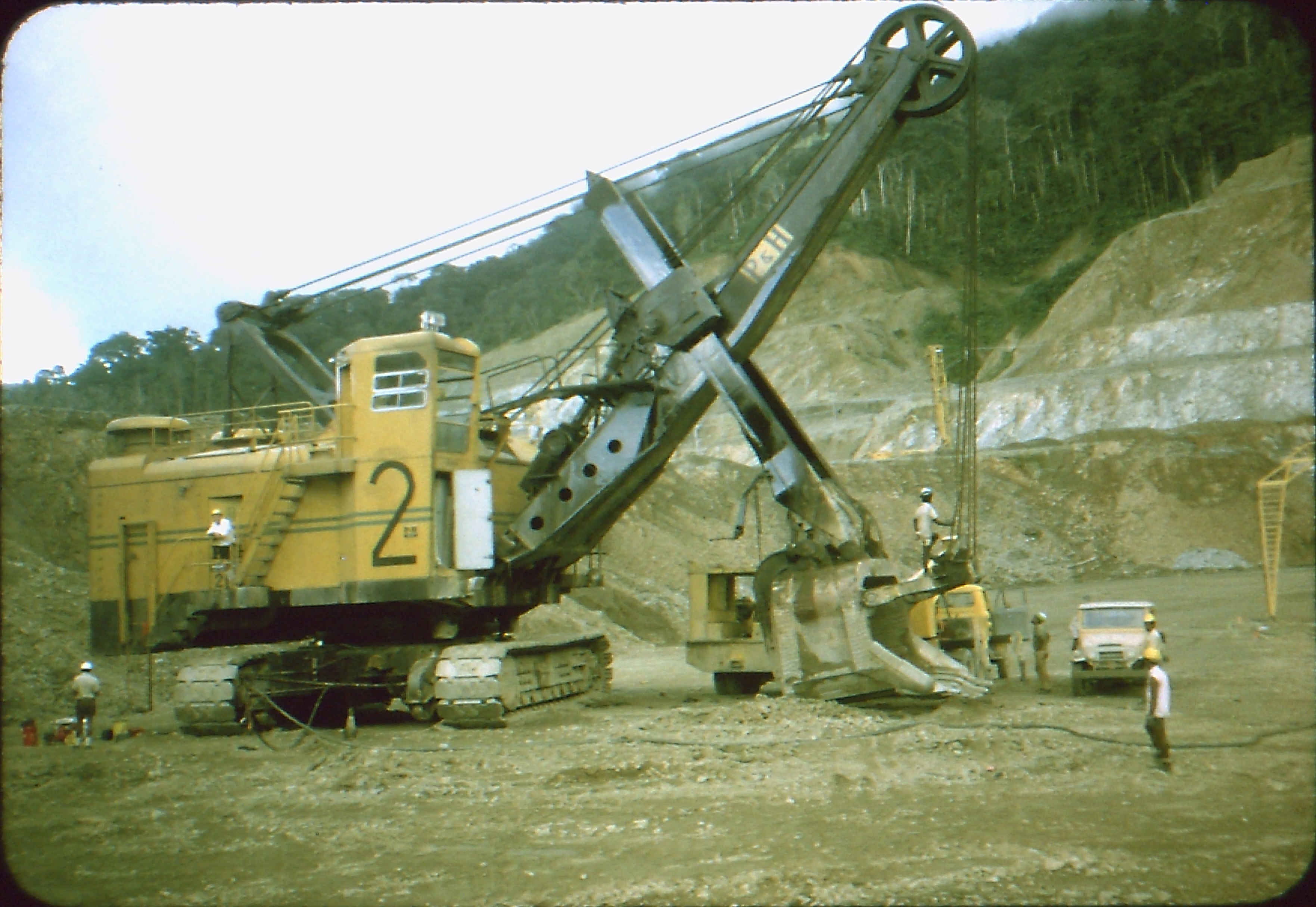
Minenarbeiten auf Bougainville, 1971

Beim Bau der Bougainville Copper Mine war eine Regelung getroffen worden, nach der monatliche Zuwendungen an die Bevölkerung von Bougainville gezahlt wurden. Von dem Anteil der Dividenden der Gesellschaft, die auf den Staat von Papua-Neuguinea (PNG) entfielen, floss nur ein Bruchteil nach Bougainville zurück. Der Tagebau führte weiterhin zu ökologischen Schäden. Das Unternehmen Bougainville Copper Ltd., an dem PNG mit 19,06 % beteiligt ist, wurde von der Bevölkerung als Zeichen der Unterdrückung durch PNG empfunden.
All diese Faktoren führten zu starken Spannungen zwischen Teilen der Bevölkerung von Bougainville und dem Staat von Papua-Neuguinea und in der Folge zur Gründung einer Rebellentruppe.
Die Clans um die Kupfermine herum begründeten die Revolutionäre Armee Bougainvilles (BRA) und begannen mit Widerstandsaktionen. Dazu benutzten sie oft Pfeil und Bogen, selbstgemachte Minen und Flinten – oft hergestellt aus alten, im Zweiten Weltkrieg liegengebliebenen Sprengbomben. Die Aktionen bestanden anfangs nur im Sprengen von Strommasten der Stromversorgung der Kupfermine. Der Erzabbau kam dadurch wiederholt zum Erliegen. Autobusse mit Beschäftigten wurden angegriffen und Arbeiter getötet.
Im März 1989 sollte die Armee die Ordnung wiederherstellen. Dieses scheiterte jedoch und der Konflikt eskalierte.
Da die Stromversorgung der Mine durch weite Strecken dünn besiedelten Gebietes führt und damit nicht effektiv zu schützen war und zudem sowohl einheimisches als auch australisches Minenpersonal mit dem Leben bedroht war, beschloss Rio Tinto/CRA im Jahre 1989, die Mine aufzugeben.
Der Bürgerkrieg begann weitgehend unbeachtet von der Weltöffentlichkeit. Er kostete in den nächsten neun Jahren etwa 1.000 bis 2.000 Menschen das Leben. Weitere ca. 15.000 Menschen starben infolge mangelnder medizinischer Versorgung, verursacht durch die wenig später von Papua-Neuguinea errichtete Seeblockade, wodurch dringend notwendige Medikamente ausblieben. Die Insel Bougainville hatte damals eine Einwohnerschaft von unter 200.000.
Wegen des blutigen Vorgehens der Regierungsarmee gegen Zivilisten gelang es der BRA, große Teile der Bevölkerung auf ihre Seite zu ziehen. Es kam zu überraschenden Siegen der BRA gegen die viel besser ausgebildete und bewaffnete Regierungsarmee, die sich im März 1990 von der Insel zurückzog.
Die Regierung verfügte nun eine Blockade über die Insel – Lebensmittel und Medikamente gelangten nur noch geschmuggelt über die Salomonen-Inseln auf die Insel –, was zum Tode mehrerer Tausend Zivilisten führte. Die BRA, die nie eine einheitliche politische Organisation oder Struktur hatte, verspielte in dieser Phase Sympathien bei der Bevölkerung, weil einzelne Gruppen unter ihrem Mantel private Konflikte auslebten und es zu gewaltsamen Übergriffen kam. Widerstandskräfte (englisch resistance forces) bildeten sich und unterstützten die 1992 zurückkehrende Regierungsarmee bei der Rückeroberung der Insel. Während der Krise wechselten viele Gruppen mehrfach die Seiten. So traten beim Massaker am Kangu-Strand (englisch Kangu Beach) in Buin Resistance und BRA gemeinsam gegen die neuguineische Armee auf. Sowohl bei Armee als auch bei verschiedenen BRA- und Resistance-Force-Gruppen kam es zu Willkür, Folter und Morden.
Immer wieder kam es zu terroristischen Akten, und als politischer Arm wurde das Bougainville Interim Government gegründet, dessen erster Präsident Francis Ona wurde. Sam Kauona, ein in Australien ausgebildeter Offizier der PNG Defence Force, lief frühzeitig zur BRA über und wurde deren überaus erfolgreicher Commander. Ein Kommunikationsmittel – auch zur Führung der zellenhaften BRA – wurde das Radio Free Bougainville, ein Piratensender, dessen Meldungen sogar in Australien vom dortigen Bougainville Freedom Movement empfangen werden konnten.

#### Die Sandline-Affäre
1997 führte die Sandline-Affäre, ein Versuch zur militärischen Lösung des Konflikts um Bougainville, zu Unruhen, die Papua-Neuguinea an den Rand einer Staatskrise führten. Der papua-neuguineische Premierminister Julius Chan warb die britisch-südafrikanische Söldnertruppe Sandline International an, die den Widerstand der BRA brechen und die Kupfermine zurückerobern sollte. Daraufhin kam es in der papua-neuguineischen Hauptstadt Port Moresby zu großen Demonstrationen gegen die fremde Söldnertruppe, an denen sich auch viele Regierungssoldaten beteiligten. Diese Demonstrationen zwangen Chan zum Rücktritt. Die Söldner wurden von General Jerry Singirok gefangen genommen und des Landes verwiesen. Der neue Regierungschef, Bill Skate, nahm umgehend Verhandlungen mit der Rebellenarmee auf, als diese dann auch noch zum ersten Mal auf offenem Feld am Kangu Beach die papua-neuguineische Armee besiegte.

### Autonome Provinz

Flagge der Autonomen Region Bougainville

Im Oktober 1997 kam es zur Waffenruhe und zu spontanen Freuden- und Versöhnungsfeiern der Bevölkerung. Im Januar 1998 wurde in Neuseeland ein vorläufiges Friedensabkommen unterzeichnet. Dem folgte 2001 das endgültige Friedensabkommen, in dem Bougainville zur autonomen Provinz innerhalb Papua-Neuguineas erklärt wurde. Am 20. Mai 2005 begannen erstmals Wahlen zu einer autonomen Provinzregierung. Sieger der Wahlen und damit erster offizieller Präsident der autonomen Bougainville-Regierung (englisch Autonomous Bougainville Government, ABG) wurde Joseph Kabui, ein ehemaliger Weggefährte Francis Onas, der sich allerdings schon einige Jahre zuvor von diesem distanziert hatte. Francis Ona seinerseits hatte sich gegen die Wahlen gerichtet – Bougainville sei bereits unabhängig. Im Juli 2005 verstarb Francis Ona nach offizieller Version an Malaria und Typhus.
Bis spätestens zum Jahr 2020 sollte die Bevölkerung in einem Referendum über die volle Unabhängigkeit entscheiden. Vom 23. November bis zum 7. Dezember 2019 wurde ein nichtbindendes Referendum über die volle Unabhängigkeit Bougainvilles durchgeführt. Dabei sprachen sich 176.928 von 181.067 Teilnehmern (97,7 %) für eine vollständige staatliche Unabhängigkeit aus.
Bisher hat weder Papua-Neuguinea das Referendum anerkannt noch hat Bougainville einseitig seine Unabhängigkeit ausgerufen.
Seit Herbst 2024 ist der ehemalige neuseeländische Generalgouverneur Sir Jerry Mateparae als Moderator in diesem Konflikt tätig.
Die Kupfermine ist immer noch stillgelegt und war bis zu dessen Tod in der Hand des BRA-Rebellen Francis Ona. Ein von ihm in San Francisco wegen der Umweltzerstörungen angestrengter Prozess muss noch über milliardenschwere Entschädigungsforderungen der Clans entscheiden, die Land um die Kupfermine besitzen. Dieser Klage werden allerdings nur geringe Chancen eingeräumt, zumal nach wie vor die Zuständigkeit eines US-amerikanischen Gerichtes überhaupt in Frage steht.

## Regierungschefs Bougainvilles seit Beginn des Zweiten Weltkriegs
- 1942–1945 Hyakutake Seikichi, japanischer Kommandant
- 1945–0000 Kanda Masatane, japanischer Kommandant
- 1943–1944 Oscar Woolverton Griswold, von den Vereinigten Staaten ernannt
- 1944–1945 Sir Stanley George Savige, australischer Militärgouverneur
- 1945–1975 Lokale Volksregierungen ohne Gesamtvertreter
- 1975–1980 Alexis Sarei; zum ersten Mal gab es eine Provinzregierung und einen Präsidenten der nordsalomonischen Republik. Die Nordsalomonen verfügten über eine Autonomie-Regierung.
- 1980–1984 Leo Hannett, Gouverneur der autonomen Provinz
- 1984–1987 Alexis Sarei, erneute Wahl zum Regierungschef der autonomen Provinz
- 1987–1990 Joseph Kabui, Gouverneur der autonomen Provinz
- 1990–1995 Sam Tulo, von der PNG Regierung eingesetzter Administrator
- 1990–1998 Francis Ona, Präsident der Interimsregierung (Rebell)
- 1995–1996 Theodore Miriung, Präsident der Provinzregierung
- 1996–1998 Gerard Sinato, Präsident der Provinzregierung
- 1999–1998 Gerard Sinato und Joseph Kabui, Co-Präsidenten der Gründungsversammlung von Bougainville
- 1999–2005 John Momis, Sondergouverneur und danach Präsident der provisorischen autonomen Provinzregierung
- 2005–2005 Gerard Sinato, Provisorischer Gouverneur per staatlichem Dekret
- 2005–2008 Joseph Kabui, erster Präsident der autonomen Regierung ABG
- 2008–2010 James Tanis, zweiter Präsident der autonomen Regierung ABG
- 2010–2020 John Momis, dritter Präsident der autonomen Regierung ABG[11]
- 2020–0000 Ishmael Toroama, vierter Präsident der autonomen Regierung ABG[12]

## Belege
1. ↑  bougainville-referendum.org
2. ↑  Bougainville's president seeks independence by 2025. In: RNZ. 19. Mai 2021, abgerufen am 22. Mai 2021 (englisch).
3. ↑  Papouasie-Nouvelle-Guinée : le dirigeant de l'île de Bougainville vise l'indépendance d'ici à 2027 la1ere.francetvinfo.fr, 12. Dezember 2024, abgerufen am 13. Dezember 2024 (französisch)
4. ↑  Papua-Neuguinea: Provinzen, Städte & Urbane Siedlungen – Einwohnerzahlen in Karten und Tabellen. Abgerufen am 5. April 2018.
5. ↑  Bibliographisches Institut (Hrsg.): Meyers Jahreslexikon 1975/76. Was war wichtig? 1.7.1975 – 30.6.1976. Meyers Lexikonverlag, Mannheim 1976, ISBN 3-411-01365-6, S. 99.
6. ↑  B’ville referendum dates changed. 5. August 2019, abgerufen am 28. August 2019 (amerikanisches Englisch).
7. ↑  Bougainville stimmt für Unabhängigkeit von Papua-Neuguinea (Memento vom 11. Dezember 2019 im Internet Archive), Deutschlandfunk, 11. Dezember 2019.
8. ↑  ABC: Bougainville votes overwhelmingly for independence from Papua New Guinea in landmark referendum, 11. Dezember 2019, abgerufen am 11. Dezember 2019.
9. ↑  Georg Berg: Bougainville: Entstehen einer Nation. In: Tellerrand-Stories. 15. Juni 2020, abgerufen am 23. Juli 2022.
10. ↑  
Stephan Sura: Bougainville in Mare, Nr. 168, 02/2025, S. 48
11. ↑  Momis declared Bougainville President
12. ↑  Ehemaliger Rebellenführer als Präsident Bougainvilles angelobt – derStandard.at. Abgerufen am 17. Oktober 2020 (österreichisches Deutsch).